# Académie de Grenoble
L’académie de Grenoble est une circonscription éducative française gérée par un recteur, qui regroupe l'ensemble des établissements scolaires d'une partie de la région Auvergne-Rhône-Alpes : les départements de l'Ardèche, de la Drôme, de l'Isère, de la Savoie et de la Haute-Savoie.
L'académie de Grenoble fait partie de la zone A.

## Composition

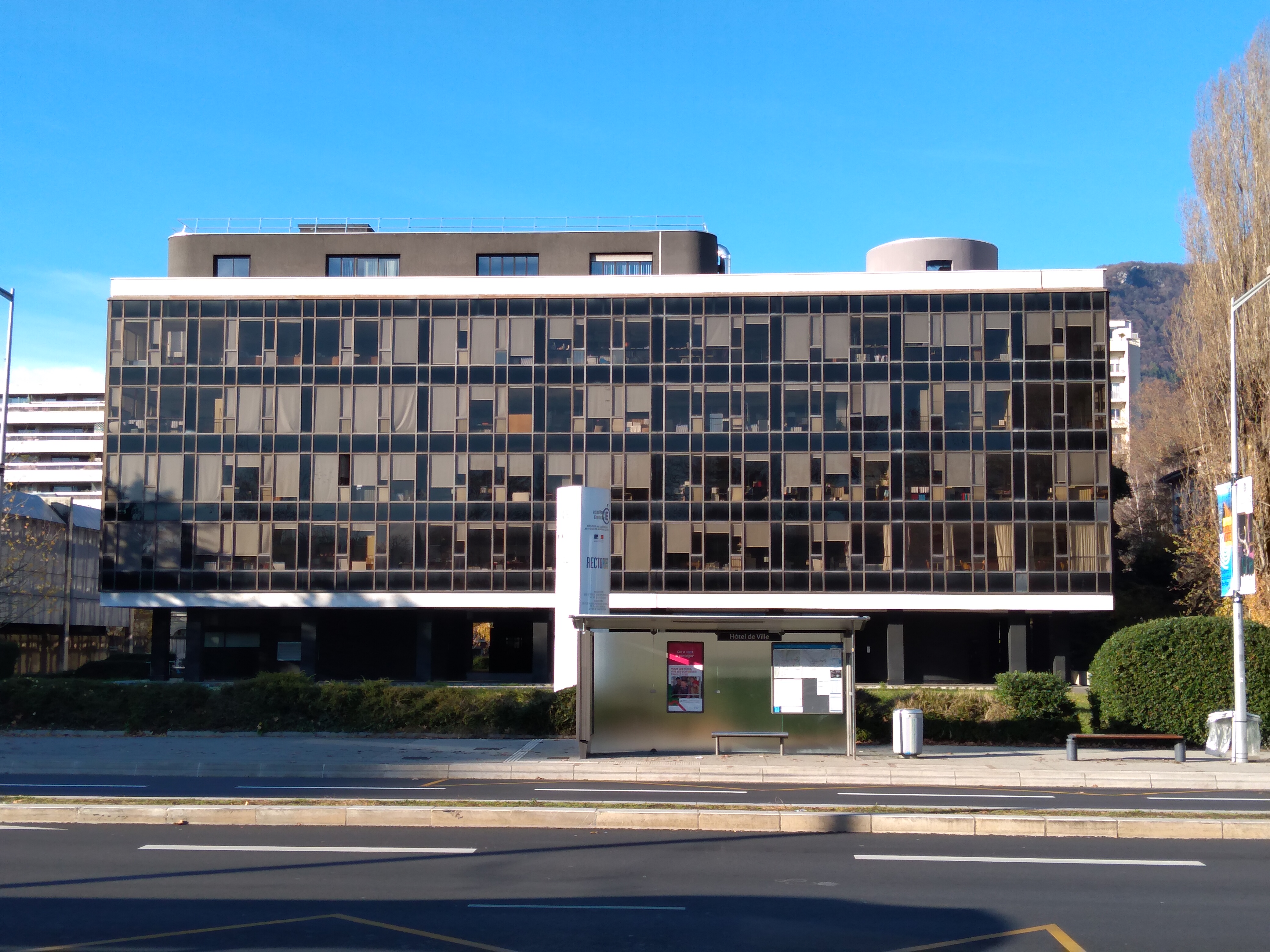
Bâtiment du Rectorat de Grenoble face au boulevard Jean-Pain.

### Enseignement scolaire
À la rentrée scolaire 2017, l'académie de Grenoble accueillait 300 845 élèves.

### Enseignement supérieur
L'académie possède deux universités et un grand établissement :
- l'université Grenoble-Alpes ;
- l'université Savoie Mont-Blanc ;
- l'Institut polytechnique de Grenoble (Grenoble INP).

### Services éducatifs
- Le centre régional de documentation pédagogique (CRDP).
- Le centre régional des œuvres Universitaires (CROUS).
- La délégation régionale de l'Office national d'information sur les enseignements et les professions (DRONISEP).
- Le service régional de l'Union nationale du sport scolaire (UNSS).

## Liste des recteurs
Liste des recteurs depuis 1809 :
- du 10 mars 1809 au 30 septembre 1815 : Jacques-Benoît Pal ;
- du 4 mai 1816 au 1er juillet 1817 : Pierre-François-Xavier Bourguignon d’Erbigny, ou d’Herbigny ;
- du 1er juillet 1817 au 5 mai 1821 : Auguste Sordes ;
- Maurin, chargé des fonctions rectorales ;
- du 3 novembre 1821 au 5 novembre 1825 : Antoine-Félix Mourre ;
- du 5 novembre 1825 à juin 1831 : Armand Berroyer ;
- du 5 octobre 1835 au 18 septembre 1838 : Antoine-Augustin Cournot ;
- du 18 septembre 1838 au 15 octobre 1839 : Patrice Larroque ;
- du 28 septembre 1839 au 11 octobre 1843 : Joseph Avignon ;
- du 21 septembre 1843 au 10 mars 1845 : Germain-Marie Lecomte ;
- du 6 mars 1845 au 20 janvier 1847 : Thomas Dizy ;
- du 20 janvier 1847 au 24 février 1848 : Charles-Nicolas Huart ;
- du 28 janvier 1848 au 1er octobre 1848 : Jacques Édom ;
- du 13 septembre 1848 au 1er septembre 1850 : Jean-Alexandre Ubertin ;
- du 9 août 1850 au 30 septembre 1852 : Jean-Louis-Auguste Vincens de Gourgas ;
- du 11 septembre 1852 au 24 janvier 1853 : Charles-Joseph Barberet ;
- du 15 janvier 1853 au 31 juillet 1854 : Charles-Marie Dunoyer ;
- du 22 août 1854 à février 1856 : Auguste Nisard ;
- de février 1856 au 5 mars 1864 : Jean-Antoine Quet ;
- du 10 mars 1864 au 5 novembre 1871 : Marcel Courtade ;
- du 25 octobre 1871 au 31 juillet 1877 : Thomas-Régis-Charles-Jean Chapuis ;
- du 15 juillet 1877 au 25 mai 1878 : Henri-François-Désiré Ouvré ;
- du 11 août 1878 au 21 octobre 1878 : Albert Dumont ;
- du 24 janvier 1879 au 1er mai 1879 : Charles Capmas ;
- du 15 avril 1879 au 1er mai 1882 : Charles Dreyss ;
- du 6 avril 1882 au 12 septembre 1890 : Jules Gérard ;
- du 21 octobre 1890 au 25 novembre 1893 : Gaston Bizos ;
- du 25 novembre 1893 au 14 mars 1898 : Jean Zeller ;
- du 14 mars 1898 au 23 octobre 1898 : Antoine Benoist ;
- du 29 décembre 1898 au 26 septembre 1902 : Émile Boirac ;
- du 26 septembre 1902 au 24 mars 1905 : Paul Joubin ;
- du 24 mars 1905 au 6 avril 1908 : Romain Louis Moniez ;
- du 6 avril 1908 au 17 avril 1916 : Charles Petit-Dutaillis ;
- du 17 avril 1916 à septembre 1919 : Jules Coulet ;
- du 24 septembre 1919 au 5 octobre 1922 : François Dumas ;
- du 5 octobre 1922 au 4 janvier 1933 : Henri Guy ;
- du 14 octobre 1936 au 28 décembre 1936 : Oswald Hesnard ;
- du 19 juin 1937 à 1941 : Jean Sarrailh ;
- de 1941 à 1955 : Henri Pariselle ;
- de 1955 à 1966 : Robert Tréhin ;
- de 1966 à 1975 : Maurice Niveau ;
- de 1975 à 1978 : Henri Touchard ;
- de 1978 à 1981 : Hugues Taÿ ;
- de 1981 à 1984 : Michel Migeon ;
- de 1985 à 1989 : Armand Frémont ;
- de 1989 à 1992 : Michel Treuil ;
- de 1993 au 18 janvier 1996 : Jean-Paul Watteau ;
- du 18 janvier 1996 au 20 janvier 2000 : Bernard Dubreuil ;
- du 20 janvier 2000 au 5 juillet 2001 : Denise Pumain ;
- du 5 juillet 2001 au 31 décembre 2003 : Josette Travert ;
- du 31 décembre 2003 au 20 juillet 2005 : Marcel Morabito ;
- du 20 juillet 2005 au 28 juillet 2010 : Jean Sarrazin ;
- du 28 juillet 2010 à juillet 2013 : Olivier Audéoud ;
- de juillet 2013 au 15 septembre 2015 : Daniel Filâtre ;
- du 16 septembre 2015 au 28 mars 2018 : Claudine Schmidt-Lainé[4] ;
- du 27 avril 2018 au 5 février 2020 : Fabienne Blaise[5] ;
- du 5 février 2020 au 25 mars 2025 : Hélène Insel ;
- du 25 mars 2025 - en cours : Philippe Dulbecco.